# Zip-a-Dee-Doo-Dah
Zip-a-Dee-Doo-Dah ist ein Song von Allie Wrubel und Ray Gilbert, der 1946 veröffentlicht wurde. 1948 erhielt er den Oscar in der Kategorie Bester Song.

## Entstehung des Songs
Allie Wrubel und Ray Gilbert schrieben „Zip-A-Dee-Doo-Dah“ für den Film Onkel Remus’ Wunderland  (engl. Song of the South), eine Produktion der The Walt Disney Company von 1946. Es war Allie Wrubels letzter großer Hit. Wrubel hatte bereits zuvor eine Reihe weiterer,  meist „unbekümmerte und lyrische“ Songs für Walt-Disney-Filme geschrieben.
„Allie Wrubels breite, bezwingende Melodie erlaubte dem Liedtext eine Vorstellung von einem wunderbaren, Sonnentag zu entwickeln.“ The Oxford Companion to the American Musical zählt Wrubels Arbeiten mit Ray Gilbert für Song of the South zu dessen besten Songs. In dem Film Song of the South wurde der Song von James Baskett vorgetragen, der die Hauptrolle des Uncle Remus spielte.
Das American Film Institute nahm ihn in die Liste der 100 Songs – Amerikas beste Filmsongs auf.

## Coverversionen
Bereits 1946 nahmen  J. Lawrence Cook, Tony Pastor und Charlie Spivak den Song auf; ab den 1940er-Jahren interpretierten ihn auch Blue Barron, Luther Dickinson, Buddy Greco, Hoagy Carmichael, Neal Hefti, André Previn, Les Brown, Dick Hyman und Warren Vaché, in Europa u. a. auch Eddie Brunner, Simon Brehm, Jerry Mengo, Georgie Fame und The Singers Unlimited (mit Roger Kellaway). 1989 nahm sich das Sun Ra Arkestra bei seinem Konzert im Jazzatelier Ulrichsberg des Songs an. Tom Lord listet 30 Coverversionen des Titels Phil Spector produzierte erfolgreich 1962 eine Popfassung mit der Vokalgruppe Bob B. Soxx & the Blue Jeans. In den 1960er und 1970er Jahren wurde das Lied von verschiedenen Motown-Künstlern aufgenommen, darunter die Supremes (1965), The Jackson Five (1969) und Suzee Ikeda (1971).